# Alphonse Chérel
Alphonse Chérel, nació en Rennes, Francia en 1882, creó el concepto de Assimil en 1929. Cuando joven recién graduado se fue a trabajar a la Rusia zarista como profesor particular donde aprendió el idioma ruso. Posteriormente se trasladó a Inglaterra y adquirió el inglés. Luego a Alemania donde aprendió alemán.
A la edad de 46 años, decidió hacer uso de su extensa experiencia como autodidacto en el aprendizaje de idiomas extranjeros e inventó un calendario original en el cual cada página contenía una lección corta de inglés en forma de historieta chistosa. De esta manera nacía el concepto de lecciones cortas y divertidas. 
En 1929, publica su primer método de Assimil: L'anglais sans peine (el inglés sin dolores). Alphonse descubrió que la raíz Assimil de la palabra existe en casi cada lengua, y de esta manera mercadeo su producto.
Hoy, la oración de la abertura de ese primer libro de Assimil: "My tailor is rich" (Mi sastre es rico) es conocida por millones de personas en Francia y alrededor del mundo, incluso a menudo sin saber de dónde la frase se originó. De hecho, esta línea curiosa fue bosquejada en espontaneidad completa por Alphonse y ha tomado su lugar en la jerga francesa contemporánea.
Los métodos de la lengua de Assimil están siendo constantemente actualizados y revisados para mantenerse al día con el uso de la lengua, pero sigue siendo el concepto original, único en el mundo.
- Datos: Q8196455